# Congospitsmuizen
Congospitsmuizen (Congosorex) zijn een zeldzaam Afrikaans geslacht van spitsmuizen uit de onderfamilie Myosoricinae. Ze zijn het nauwst verwant aan Myosorex en Surdisorex, twee andere Afrikaanse geslachten die samen met de Congospitsmuizen de Myosoricinae vormen. Het geslacht komt voor in Congo-Brazzaville, de Centraal-Afrikaanse Republiek, Congo-Kinshasa en Tanzania, maar is overal slechts op zeer weinig plaatsen gevonden.

## Kenmerken
Alle soorten leven op de grond, met gereduceerde oren, ogen, staart en ledematen, en tanden gelijkend op die van andere Myosoricinae. De staart is bij C. polli en C. verheyeni 30 tot 40% van de kop-romplengte, maar bij C. phillipsorum bijna 60% van de kop-romplengte. De klauwen aan de voorvoeten hebben een middelmatige lengte. De derde valse kies in de onderkaak (p3) is meestal afwezig.

## Soorten
Er bestaan slechts drie soorten:
- Congosorex phillipsorum (Udzungwa-gebergte in Tanzania)
- Congosorex polli – Congospitsmuis (bekend van een locatie in Kasaï, Congo-Kinshasa)
- Congosorex verheyeni (bekend van twee locaties in Congo-Brazzaville en één in de Centraal-Afrikaanse Republiek)